# 윤현 (유도 선수)
윤현(尹鉉, 1966년 4월 5일 ~ )은 대한민국의 유도 선수이다.

## 선수 경력
1966년 경상남도 삼천포시에서 태어나 제일중학교, 청석고등학교, 용인대학교를 졸업을 하였다. 1985년에 유도 선수로 발탁되었으나, 계속되는 부상으로 출천을 못하였다. 하지만 부상을 이겨내고 1987년 4월 에센에서 열린 서독 오픈 유도 대회 금메달을 차지했고 9월에는 미국 콜로라도스프링스에서 열린 범태평양 유도 선수권 대회에서도 금메달을 획득해 주목을 받기 시작했다. 이후 서울특별시에서 열릴 1988년 하계 올림픽 유도 국가대표 선발전에서 김재엽을 꺾고 출천권을 확보하였으나 국제대회에서의 성적이 좋지 않은 이유로 김재엽에게 양보하였다. 김재엽은 해당 대회에서 금메달을 획득하였다.
김재엽이 은퇴를 하면서 대한민국 남자 유도계의 대표 선수로 자리를 잡아가기 시작해 1989년 7월에는 소련 오픈 2연패에 성공하였고 10월에는 유고슬라비아 베오그라드에서 열린 세계 유도 선수권 대회에서 동메달을 획득하였다.
이듬해 베이징에서 열릴 1990년 아시안 게임을 앞두고 무릎 부상으로 인해 대표 자리에서 밀려났고 선수 생활에 위기를 맡았으나 1991년 2월에 열린 독일 오픈 대회에서 우승해 대한민국 선수 최초로 유도 오픈 대회 3연패를 달성하는 기록을 세웠다. 같은 해 7월 스페인 바르셀로나에서 열린 세계 유도 선수권 대회 결승전에서 우세한 경기를 하고도 심판의 판정으로 인해 은메달을 획득하였다. 11월 일본 오사카에서 열린 아시아 유도 선수권에서는 금메달을 획득했다.
자신의 첫 올림픽이자 마지막 올림픽인 1992년 하계 바로셀로나 올림픽에서는 1회전에 팔꿈치 부상임에도 불구하고 결승까지 진출했으나 독립국가연합의 나짐 휘세이노프에게 패해 은메달을 획득했다.

## 은퇴
1994년에 은퇴를 하였고 1997년에는 대한민국 여자 유도 대표팀 코치로 발탁되었다.